# Abdullah Piruz
Abdullah Piruz (* 14. September 1929 in Kuala Lumpur) ist ein ehemaliger malaysischer Badmintonspieler.

## Sportliche Karriere
Er gewann mit dem malaysischen Team die zweite Auflage der Weltmeisterschaft für Männermannschaften, den Thomas Cup, in der Saison 1951/52. Gemeinsam mit Chan Kon Leong verloren sie im Finale gegen die USA gegen Bobby Williams und Wynn Rogers, siegten jedoch gegen Dick Mitchell und Carl Loveday, so dass die Malayen ihren Titel erfolgreich verteidigen konnten.
1955 verhinderte eine Sperre seitens des malaysischen Badmintonverbandes die erneute Teilnahme von Piruz am Cup-Finale. Piruz war unentschuldigt zu einem Nationalmannschaftswettkampf nicht angetreten. Die Sperre traf Piruz besonders hart, war er doch auf dem Leistungshöhepunkt seiner Karriere angelangt. Auch das malaysische Team hatte einen Lauf und gewann ohne Piruz den Cup 1955. 1958 wurde er wieder für das Team nominiert, jedoch unterlag er in seinem Einzel im Finale Eddy Yusuf in drei Sätzen und konnte somit die Gesamt-Niederlage gegen Indonesien nicht verhindern.
In seiner Heimat gewann Piruz 1951 die Doppeldisziplin mit Chan Kon Leong bei den Malaysia Open. Im Oktober 1954 heiratete er Katherine Au-Yong, die ebenfalls als Badmintonspielerin aktiv war.